# Johann Isaak Freitag
Johann Isaak Freitag, auch Hans Freitag (* 18. April 1682 in Rheinfelden; † 19. Februar 1734 ebenda), war ein Schweizer Holzbildhauer. Er gilt als der Hauptvertreter der Plastik des Barock im Fricktal. Seine Hauptwerke befinden sich im Fridolinsmünster von Bad Säckingen und in der Pfarrkirche St. Niklaus von Herznach.

## Leben
Johann Isaak Freitag war der Sohn eines Schmieds. Sein Lehrmeister war ab 1696 der 1643 in Solothurn geborene und 1702 in Rheinfelden gestorbene Johann Viktor Scharpf, jüngster Sohn von Hans Heinrich Scharpf. Anschliessend absolvierte Freitag die üblichen Wanderjahre, die ihn wahrscheinlich auch zu seinem Bruder, dem Maler Johann Jakob Freitag, nach Wien führten. Nachdem er 1707 nach Rheinfelden zurückgekehrt war, ehelichte er die Tochter seines zwischenzeitlich gestorbenen Lehrherrn und übernahm dessen Wohnung und Werkstatt. Aufgrund seiner Fähigkeiten wurde er der dominierende Barockplastiker des Fricktales. Von seinen drei Töchtern und sechs Söhnen wurden zwei Söhne wieder Bildhauer, einer starb jedoch früh. Der etablierte Künstler wurde Mitglied der Zunft «Zum Gilgenberg» und übernahm für diese das Amt des Statthalters, zunächst ab 1714 im Grossen Rat, ab 1723 im Täglichen Rat. Ab 1732 war er Schultheiss seiner Heimatstadt.
Freitag arbeitete nicht – wie eigentlich zeittypisch – in Stuck, sondern wie auch Franz Xaver Wiederkehr aus Mellingen nur mit dem Material Holz, wofür er ausschliesslich Lindenholz einsetzte. Er schuf vor allem zahlreiche Figuren für Altäre und Kirchenkanzeln, daneben auch Reliefschnitzereien. Stilistisch sind für ihn – wie bei seinem Lehrer Johann Viktor Scharpf – weiche, fliessende Formen typisch. Weitere Anregungen fand Freitag wohl in seinen Wanderjahren in Österreich, beispielsweise in der Farbigkeit der Figuren von Thomas Schwanthaler und Meinrad Guggenbichler. Freitag komponierte Haupt- und Ergänzungsfiguren häufig dadurch harmonisch, dass sie in Haltung oder Gestik korrespondieren. Gegensätzliche Figuren stehen nebeneinander und ergeben so Ausgewogenheit. Ihre Haltung und Mimik ist bis in Details wie Haare und Faltenwurf ausdrucksstark und von individuellem Charakter, die Gesten greifen lebhaft in den Raum. Alle Figuren sind polychrom gefasst. Als Freitags qualitätvollste Plastiken gelten sein Johannes der Täufer in der Pfarrkirche Berau, die Samsonfigur an der Kanzel des Fridolinsmünsters von Bad Säckingen sowie die Heiligen St. Nikolaus und St. Martin in der Pfarrkirche Herznach.

## Werke

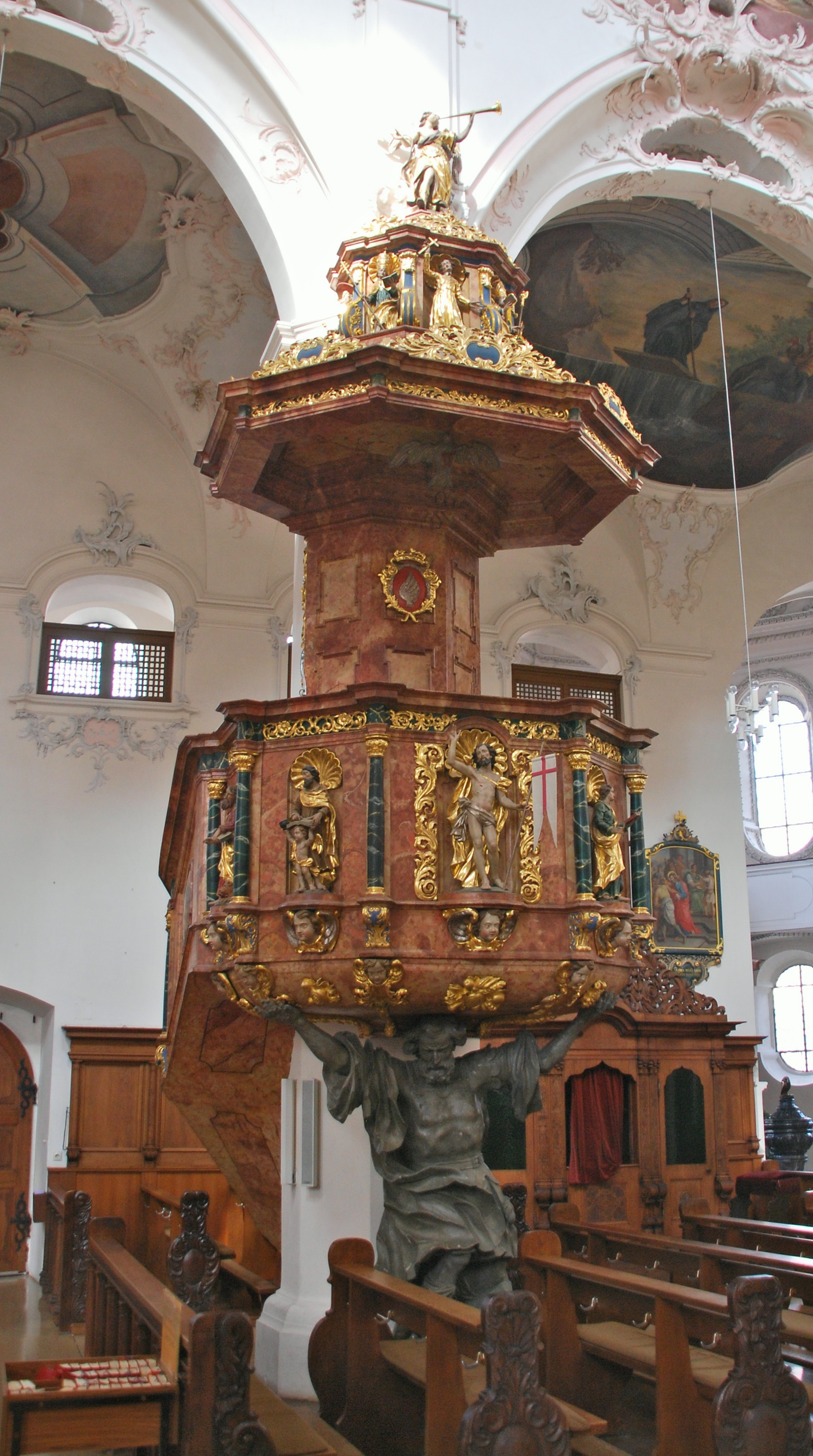
Die Kanzel des Fridolinmünsters in Bad Säckingen

- Gipf-Oberfrick, Friedhofskapelle St. Wendelin: Altar, 1709, Freitags erste datierte Arbeit
- Lottstetten, Pfarrkirche: Kanzel- und Altarfiguren
- Berau, Pfarrkirche: Kanzel- und Altarfiguren (unter anderem Johannes der Täufer)
- verschiedene frühe Einzelfiguren in Orten der Kantone Aargau und Basel-Landschaft.
- Eiken, Kapelle St. Ursula: Altar, Seitenaltäre (letztere 1910 bei einer Renovation entfernt) und im Chorbogen eine Muttergottes mit dem Kind (die Figur wurde im Zuge einer Innenrenovation 1963 von A. Flory, Baden, restauriert und auf die linke Vorderseite umplatziert), 1718/19. Zuschreibung als Arbeit aus der Werkstatt von Hans Freitag.
- Bad Säckingen, Fridolinsmünster, 1719–1724:
  - Altarplastiken: Franz von Assisi, Antonius von Padua, Dominikus und Katharina von Siena
  - Kanzelplastiken (mit der Programmatik „Verkündigung des Wortes“): am Korb sind die vier Evangelisten (Matthäus, Markus, Lukas und Johannes) sowie Johannes der Täufer als erster Bussprediger dargestellt, auf dem Schalldeckel die vier Kirchenväter des Abendlandes (Gregor, Hieronymus sowie die Bischöfe Augustinus und Ambrosius), der heilige Fridolin als Glaubensbote sowie als Abschluss obenauf ein Engel mit Posaune, der das Jüngste Gericht ankündigt. Getragen wird die Kanzel von der 1720 geschaffenen Figur des Samson. Samson wird als alttestamentlicher Vorläufer der Auferstehung Christi gesehen, weswegen sich direkt über ihm die Figur des Auferstandenen befindet.
- Herznach, Pfarrkirche St. Niklaus: Hochaltar und Kanzel (unter anderem mit den Heiligen St. Nikolaus und St. Martin), 1732
- Rheinfelden, Stiftskirche St. Martin: Altarfigur Heiliger Sebastian, Lindenholz, 1733/34. Auch im Fricktaler Museum in Rheinfelden werden Werke Freitags aufbewahrt.
- Kaisten, Pfarrkirche St. Michael: Kanzel mit den Statuen der vier Kirchenväter, 1770 eingebaut.
- Lengnau, Kirche St. Martin: einige Arbeiten
- Olsberg, Stiftskirche: Altarfiguren
- Laufenburg, Stadtkirche und Totenkapelle: einige Skulpturen
- Ottmarsheim (Elsass), Pfarrkirche Peter und Paul: Madonna mit Kind, nach 1730 (Zuschreibung)